# Apatelodes milma
Apatelodes milma is een vlinder uit de familie van de Apatelodidae. De wetenschappelijke naam van de soort is voor het eerst geldig gepubliceerd in 1912 door Harrison Gray Dyar.